# Sara Isakovič
Sara Isakovič (nascuda el 9 de juny de 1988 a Bled) és una nedadora d'Eslovènia que passà molta de la seva infantesa a Dubai. Isakovič és un membre del Club de Natació Žito Gorenjka Radovljica de Radovljica, Eslovènia sota supervisió de l'entrenadora Miha Potonik.
Isakovič competí per Eslovènia als Jocs Olímpics d'Estiu de 2004 d'Atenes i als Jocs Olímpics d'Estiu 2008 a Pequín, on guanyà la medalla de plata en la categoria de 200 m. lliures femenins.